# Camilla Svensson
Camilla Svensson es una deportista danesa que compite en vela en la clase Europe. Ganó una medalla de oro en el Campeonato Mundial de Europe de 2025.

## Palmarés internacional
| Campeonato Mundial | Campeonato Mundial | Campeonato Mundial | Campeonato Mundial |
| Año                | Lugar              | Medalla            | Clase              |
| ------------------ | ------------------ | ------------------ | ------------------ |
| 2025               | Torbole (Italia)   | Medalla de oro     | Europe             |